# Oroszországi hadjárat (1812)
I. Napóleon francia császár 1812-es oroszországi hadjárata a napóleoni háborúk fordulópontja volt. A császár, aki Európa szinte egészét uralma alatt tartotta, hatalma csúcspontján volt, félmillió és 800 ezer fő között mozgó inváziós hadsereget gyűjtött, hogy leszámoljon utolsó kontinentális ellenfelével, az Orosz Birodalommal. A szövetséges hadsereg benyomult Oroszországba, a cári csapatok azonban a Mihail Illarionovics Kutuzov által kidolgozott terv alapján a felperzselt föld taktikáját alkalmazva vonultak vissza, kerülve az ütközeteket. Moszkva előtt az oroszok csatára kényszerültek, és a mindkét fél számára óriási veszteségekkel járó borogyinói csata után Kutuzov kérésére a cár feladta a Moszkvát, de nem kért békét.
A francia megszállás alatt az oroszok által teljesen kiürített Moszkva porig égett, az utánpótlásból teljesen kifogyott napóleoni hadsereg pedig megkezdte gyötrelmes visszavonulását a kemény orosz télben, miközben az orosz erők és az orosz lakosság mindenféle utánpótlástól ellehetetlenítette, folyamatosan zaklatta, valamint pszichológiai terror alatt tartotta azt. A hadjárat során Napóleon seregének legalább ötszázezer katonája meghalt, eltűnt, vagy fogságba esett és csak körülbelül 20 000 ember tért  haza. A Grande Armée ezzel gyakorlatilag megsemmisült.
A hadi esemény a honvédő háború (oroszul Отечественная война) néven került be az orosz történelembe, és – orosz szempontból – történelmi és kulturális jelentősége a nagy honvédő háborúként említett második világháborúéhoz mérhető.

## Előzmények, háttér
1812-re Nagy-Britannia kivételével egész Európa Napóleon befolyása alatt állt – a francia területeken kívül a kontinenst bábállamok vagy a császár által legyőzött és vele szövetségre kényszerített országok uralták. Mivel Napóleon – a britekkel szembeszállni képes flotta hiányában – a neki még ellenálló szigetországot közvetlenül megtámadni nem tudta, a kontinentális zárlattal egész Európára kiterjedő blokádot hirdetett meg ellene. A blokádhoz kénytelen-kelletlen csatlakozott a korábban legyőzött Orosz Birodalom is, amelynek azonban súlyos gazdasági nehézségeket okozott a hagyományos tengeri kereskedelem leállítása. I. Sándor orosz cár ezért, illetve a Habsburg Birodalommal 1809-ben kötött schönbrunni béke egyes, Oroszországra kedvezőtlen kitételei miatt 1810-ben bejelentette kilépését a kontinentális zárlat rendszeréből.

### Felkészülés, haditervek
Napóleon közel 600 ezer fős soknemzetiségű Grande Armée-ja a kor legerősebb hadigépezete volt. A katonaságnak csak felét alkották franciák, jobbára lengyelek és németekből tevődött össze, jelentékeny számban pedig olaszok is harcoltak benne. Tovább erősítették őket különféle nemzetiségűek, mint svájciak, akiket Napóleon a legjobb katonáknak tartott. Más nemzetek fiai is szolgáltak a Grand Armée-ban, így pl. spanyolok, horvátok, dánok, magyarok, csehek, hollandok, belgák stb. A napóleoni hadseregek sikereinek fő okai a korszerű felszerelés, a fegyvernemek kitűnő összehangolása, illetve a hadoszlopok villámgyors áthelyezésének, mozgatásának képessége voltak. Ez utóbbi tényező elsősorban annak volt köszönhető, hogy a hagyományos hadseregek nem tudtak ellátási bázisaiktól távol huzamosabb ideig működni: a több tíz- vagy százezer katona ellátásához szükséges mennyiségű utánpótlást a kor úthálózatán képtelenség volt szekerekkel továbbítani.
A francia hadsereg ezzel szemben – jól szervezett szállásmesteri rendszerének köszönhetően – képes volt villámgyors menetelései során a hadszíntérről ellátni magát, gyakorlatilag az ott lévő falvak, városok élelmiszerkészletének kifosztásával. Ez a módszer sikerrel volt alkalmazható a sűrűn lakott nyugat-európai hadszíntereken, azonban az orosz sztyeppéken a seregeknek jóval nagyobb távolságokat kellett megtenni, és a népsűrűség is jóval kisebb volt.
Napóleon ugyan előre látta ezt a problémát és intézkedett, hogy létesítsenek raktárakat Lengyelországban és Kelet-Poroszországban, valamint 6000 szekeret szervezett 17 szállító-zászlóaljba, azonban ahogy a hadsereg egyre mélyebbre hatolt Oroszország belsejébe, a szállítócsapatok egyre kevésbé voltak képesek az ellátás biztosítására.
A keskeny, rossz minőségű, még nyáron sem elegendő kapacitású földutak ősszel sártengerré váltak, majd a sár télen kemény rögökké fagyott. Ilyen körülmények között a szállítás túlzott igénybevételnek tette ki a szekereket és a lovakat, és az ellátórendszer kapacitása gyorsan csökkent.
Az orosz fél, Barclay de Tolly hadügyminiszter vezetésével az összecsapásokat kerülő, felperzselt föld-taktikával készült a hadjáratra, hogy a franciák utánpótlását ellehetetlenítse. Ugyanakkor erőfeszítéseket tettek a hadsereg létszámának növelésére, és nagyszabású újoncozásba kezdtek. Ennek eredményeképpen a kezdetben kb. 200 000 fős orosz hadsereg 1812 őszére már 900 000 főt számlált, és képes volt pótolni a borogyinói csata hatalmas veszteségeit is.
A hadjárat jellege miatt nem sokat számított, hogy a katonák jó része gyatra felszereléssel, alig-alig kiképezve harcolt, és harcértékük általában jóval kisebb volt, mint a veterán francia és szövetséges csapatokéi. A nagy kiterjedésű orosz birodalom helyőrségeinek védelme szintén jelentős erőket kötött le, sőt ekkor még zajlott az orosz–perzsa háború (amit csak 1813-ban zártak le a gulisztáni békével), így sok orosz katona ezért sem vehetett részt a harcokban.

### A Grande Armée
Napóleon „Nagy Hadserege” 1812. június 24-én lépte át a Nyeman folyót. Oroszország nyugati határánál közel 800 000 császári katona sorakozott fel, akik közül (történészek eltérő becslései szerint) kb. 450 000-680 000 kelt át Oroszországba. A hátramaradó csapatok határőrizeti és helyőrségi feladatokat láttak el. A hadsereg kiállítása komoly tehertétel volt Franciaország és a napóleoni Európa számára, hiszen további 300 000 francia katona harcolt az Ibériai-félszigeten és további kb. 200 000 állomásozott Itáliában és a német államokban.
A hadsereget Napóleon császár a következő formációkba osztotta:
- A kb. 250 000 ezer fős főerő, a császár személyes parancsnoksága alatt
- Két további fronthadsereg, Eugène de Beauharnais (80 000 katona) és Jérôme Bonaparte (70 000) vezetésével
- Két önálló hadtest Jacques Macdonald (32 500 főleg porosz katona) és 34 000 osztrák császári katona Schwarzenberg herceg parancsnokságai alatt
- További 225 000 főnyi tartalék, melynek java része Lengyelország és Poroszország területén maradt.

A császári hadsereg nemzetiségek szerinti megoszlása a következő volt:
- 300 000 francia[3]
- 34 000 az Osztrák Császárság Császári-Királyi Hadseregéből (Kaiserlich-Königliche Armee)  (parancsnok: Schwarzenberg) (nem tekintendő mind német nemzetiségűnek. A hadjáratban részt vevő császári-királyi seregben 13700 magyar, szlovák, morva, cseh, szerb, román, ruszin és ukrán, 8000 lengyel és ukrán katona, illetve 2600 horvát harcolt, a többi osztrák-német nemzetiségű.)
- kb. 108 000 lengyel[3] (ebből 19 000 litván)
- 112 000 német
  - 29 000 bajor
  - 22 500 szász
  - 23 000 porosz[3]
  - 28 000 vesztfáliai[3]
  - 15 000 württembergi[3]
  - 10 000 egyéb észak-német területekről
  - 5000 bergi
  - 11 000 a Rajnai Szövetség többi államából összeverődött apróbb egységekben
  - 6000 badeni[3]
  - 5000 hesseni[3]
- 32 000 itáliai[3]
- 25 000 nápolyi (17 000 katona vett részt a harcokban, a többi Danzigban állomásozott a hadjárat végéig)
- 14000 holland
- 10000 vallon és flamand
- 10000 piemonti, toszkán, római, ligur, genovai és pármai
- 16000 svájci[3]
- 5000 az Illír tartományokból toborzott, rendszerint szlovén, német, horvát, olasz és még a térségben élő maradék dalmát katona
- 4800 spanyol
- 3500 a napóleoni sereg kötelékében szolgáló egyéb horvát katona
- 2000 portugál (az ún. Portugál Légió önkéntesei, akik kitartottak Napóleon mellett, de csak töredékük harcolt az oroszok ellen, zömük az Ibériai-félszigeten maradt)

A hadjáratban részt vett továbbá a Császári Gárda részeként a mameluk eszkadron, amit Napóleon az egyiptomi hadjárat során fogadott fel, szintén a császári gárdában a varsói hercegség hadseregétől külön harcolt a 3. litván dzsidás gárda, az 1. lengyel dzsidás gárda és 2. francia-holland dzsidás gárda, az ún. Vörös dzsidások.
Ezekből a hadtestekből nem volt mindegyik reguláris, kiképzett katona, Napóleon franciái, Murat itáliai hadserege, a porosz, osztrák és néhány német állam serege, a svájciak (akiket Napóleon a legjobb katonáknak tartott) valamint a lengyelek fegyelmezett erőket képeztek, a többi német, itáliai, spanyol, portugál, holland, belga és balkáni katona gyengén felszerelt, kevesebb képesítést kapott, inkább csak odacsapódó segédcsapat volt.
A Nyemanon átkelt csapatok döntő része odaveszett Oroszországban, és csak töredékük (különböző becslések szerint 40 000-150 000) tért vissza, többségük harcképtelen állapotban. Kevesebb mint 20 000 katona tért vissza szervezett, felszerelt alakulatokban.

### Az orosz hadsereg a hadjárat megindulásakor
A harcok kezdetén az Orosz Birodalom három hadserege nézett szembe Napóleon csapataival, összesen 175 250 katona, 15 000 kozák és 938 ágyú:
- Az Első Nyugati Hadsereg Barclay de Tolly parancsnoksága alatt 104 250 embert, 7000 kozákot és 558 ágyút számlált.[4]
- A Második Nyugati Hadsereg Bagrationi herceg parancsnoksága alatt 33 000 katonából, 4000 kozákból és 216 ágyúból állt.[4]
- A Harmadik Tartalékhadsereg, Tormaszov lovassági tábornok vezényletével 38 000 katonát, 4000 kozákot és 164 ágyút sorakoztatott fel.[4]

Ezek a csapatok azonban számíthattak a közvetlenül mögöttük elhelyezett második vonal erőire, amelyek 129 000 katonát, 8000 kozákot és 434 ágyút számláltak.
Közülük 105 000 fő volt bevethető állapotban az invázió megindulásakor. A harmadik vonal, amely főleg kiképzőtáborokból (36 db) és irreguláris alakulatokból állt, összesen 161 000 különböző kiképzettségű és felszerelésű katonából állt, akik közül 133 000-an vettek részt a harcokban.
Oroszország egyetlen szövetségese, Svédország nem küldött csapatokat, de a szövetség lehetővé tette, hogy 45 000 orosz katonát vonjanak ki a Finn Nagyhercegségből, ezek később szintén bekapcsolódtak a harcokba.

## A hadműveletek kibontakozása
1812. június 24-én a császár személyes felügyelete alatt megindult az átkelés a Nyeman folyón. A fő átkelési pont Kaunas közelében, pontosabban Aleksotas településnél négy pontonhídon történt, itt 120 000 francia gárdista kelt át. Már az első napokban kiütköztek a szállítmányozás problémái. Litvánia ezen a részén az utak csak sűrű erdőkön átvezető keskeny csapások voltak, amelyeken még a gyalogoscsapatok is csak lassan tudtak haladni, az utánpótlást szállító szekerek pedig reménytelenül lemaradtak.
Napóleon Vilna felé haladt előre erőltetett ütemben – volt olyan két nap, amikor a csapatok 70 mérföldet tettek meg – és a nyári záporokkal váltakozó kánikulai hőség rendkívüli módon megviselte a katonákat. A hirtelen leömlő eső sártengerré változtatta a keskeny földutakat, majd a kisütő nap betonkeménységűre szárította a mély nyomvályúkat. Az elakadt rengeteg szekér puszta megkerülése is nehézségeket okozott.
Az egészségtelen időjárás következtében tomboltak a különféle tábori betegségek (vérhas, influenza). Az ellátás problémái miatt a fegyelmezetlen szövetséges csapatokból sok – különösen spanyol és portugál – katona dezertált, akik bandákba verődve fosztogattak a környéken.
Az első héten a Grande Armée közel 100 000 főt veszített, főként betegekben, lemaradozókban és szökevényekben. Mire a csapatok elérték Vilnát, 10 000 ló hullott el, tovább súlyosbítva az utánpótlási krízist.
Az erőltetett menetek, az utánpótlás csődje és az időjárás alaposan megviselte a császári csapatokat. A helyzetet tovább rontotta a meglepően eredményesen operáló kozák lovasság, amely sikerrel akadályozta meg a franciákat abban, hogy – szokásuk szerint – a hadműveleti területen gyűjtsék be azt az élelmiszert és takarmányt, amit a visszavonuló oroszok esetleg nem pusztítottak el. A francia és természetesen a szövetséges német és olasz könnyűlovasság rendre alulmaradt a hazai terepen megszokott harcmodorát alkalmazó kozákokkal szemben, némileg a lengyel és a horvát lovasok tudtak eredményesebben küzdeni a kozákok ellen, ők viszont számbeli hátrányban álltak.

### Orosz visszavonulás

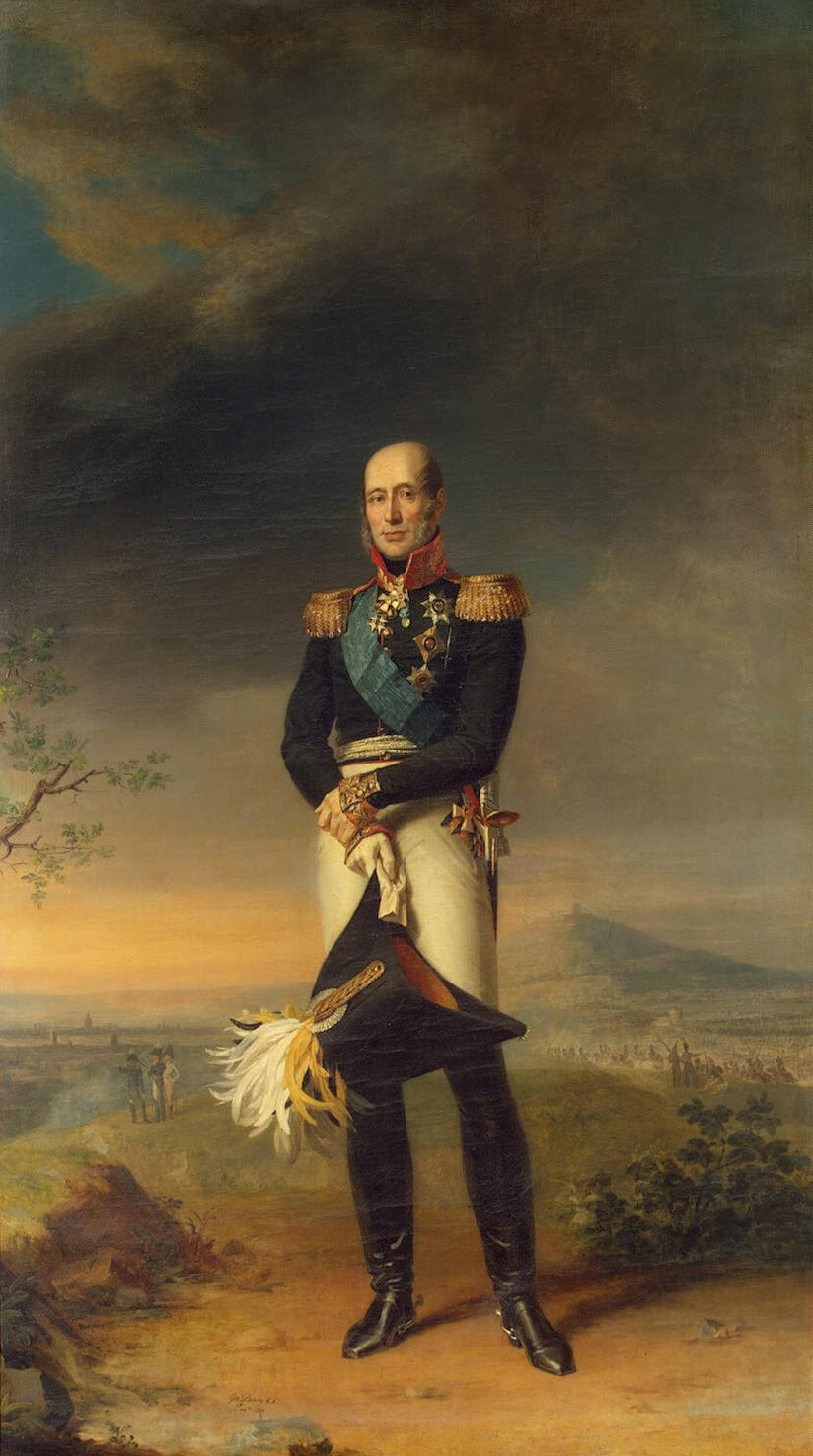
Barclay de Tolly orosz hadügyminiszter és fővezér

Mindeközben a Vilnában berendezett orosz főhadiszálláson Barclay de Tolly értékelte a helyzetet (június 26-áig a cár, I. Sándor is itt tartózkodott). Kezdetben meg akarta támadni a franciákat, de látva azok fölényét, az orosz főparancsnok a visszavonulás mellett döntött. Napóleon június 28-án vonult be Vilnába, amit az oroszok – szórványos ellenállás után – feladtak.
Ezt követően Napóleon gyorsan mozgó hadtesteivel többször megkísérelte a Minszk majd Szmolenszk irányába visszavonuló orosz hadseregeket egymástól elszakítani és csatára kényszeríteni, de a kommunikációs nehézségek, a rossz útviszonyok, illetve a puszta balszerencse mindig megakadályozta ebben.
A kommunikációs problémák az oroszokat is sújtották, a legveszedelmesebb helyzetbe Petre Bagrationi hadserege került, akinek egy időben Barclay de Tolly és a hadvezetésbe beavatkozó cár egyszerre küldött ellentmondó parancsokat. A helyzetet az is súlyosbította, hogy Bagrationi feltétlenül támadni akart, ezért agresszíven nyomult a franciák felé. Végül aztán – hasonlóan a többi orosz parancsnokhoz – Bagrationi is visszavonult, és a hadjárat kezdeti szakaszában nem került sor jelentős összecsapásra.

## Moszkva felé

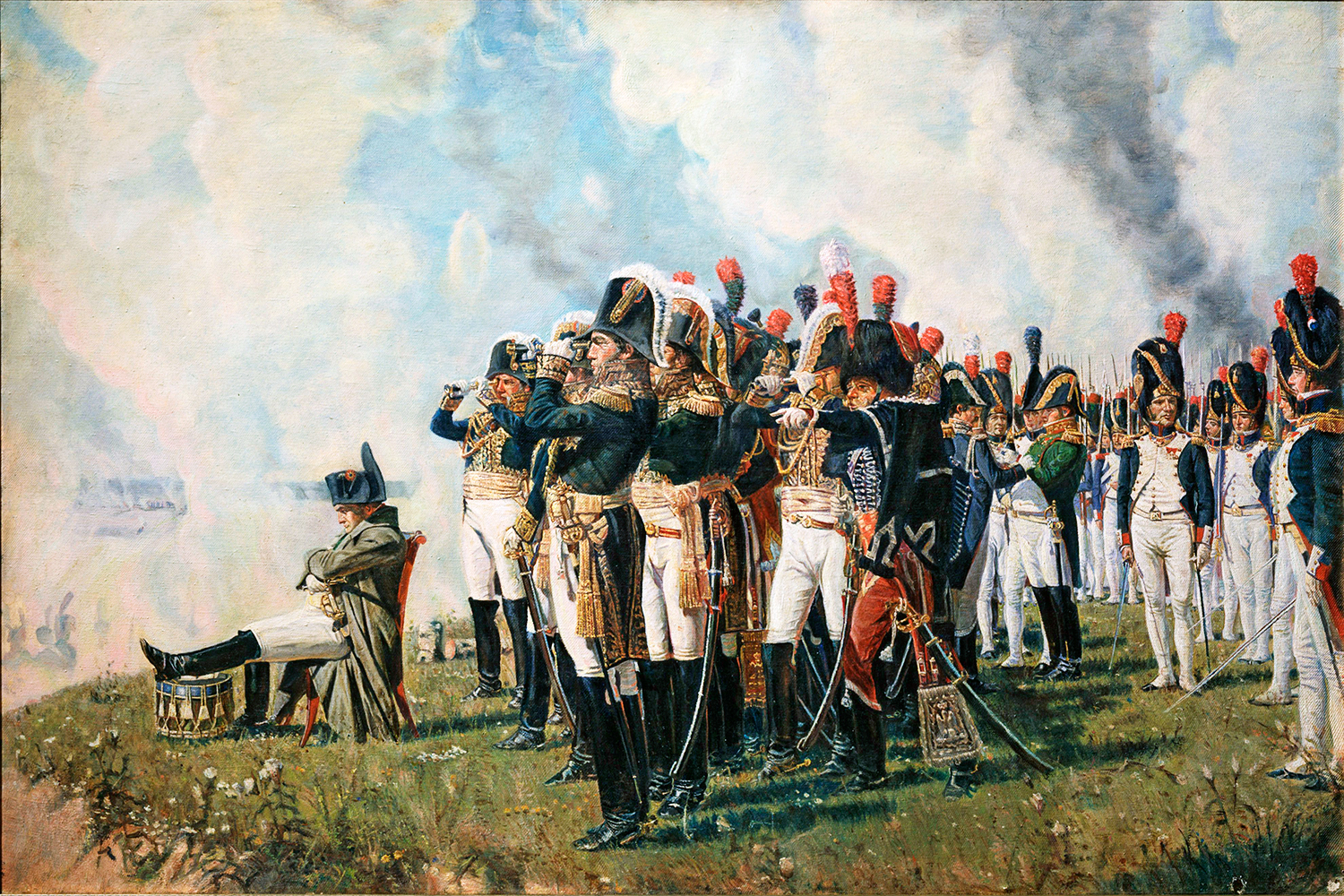
Napóleon Borogyinónál.

Barclay de Tolly fokozatosan vonult vissza. Több ízben is kísérletet tett szilárd védővonal megteremtésére, de a gyorsan előrenyomuló francia egységek mindig megakadályozták ebben. Visszavonulásuk közben az oroszok következetesen alkalmazták a felperzselt föld taktikáját, elpusztítva mindent, ami az ellenséges csapatok számára hasznos lehet.
Kutuzov és Bagrationi, valamint az orosz közvélemény jelentős része gyávasággal és orosz területek szükségtelen elpusztításával vádolta meg a főparancsnokot. A politikai nyomás hatására a cár leváltotta Barclay de Tollyt, és a harcias kijelentéseket hangoztató Kutuzovot nevezte ki főparancsnoknak. Az új főparancsnok azonban – hetvenkedő retorikája ellenére – tovább folytatta elődje stratégiáját. Augusztus 17-én Szmolenszknél végül csatára került sor. Az ütközet viszonylag csekély veszteségek mellett úgy ért véget, hogy az eredményesen védekező oroszok – veszteségeik mérséklése céljából – önként adták fel a stratégiailag jelentéktelen várost.

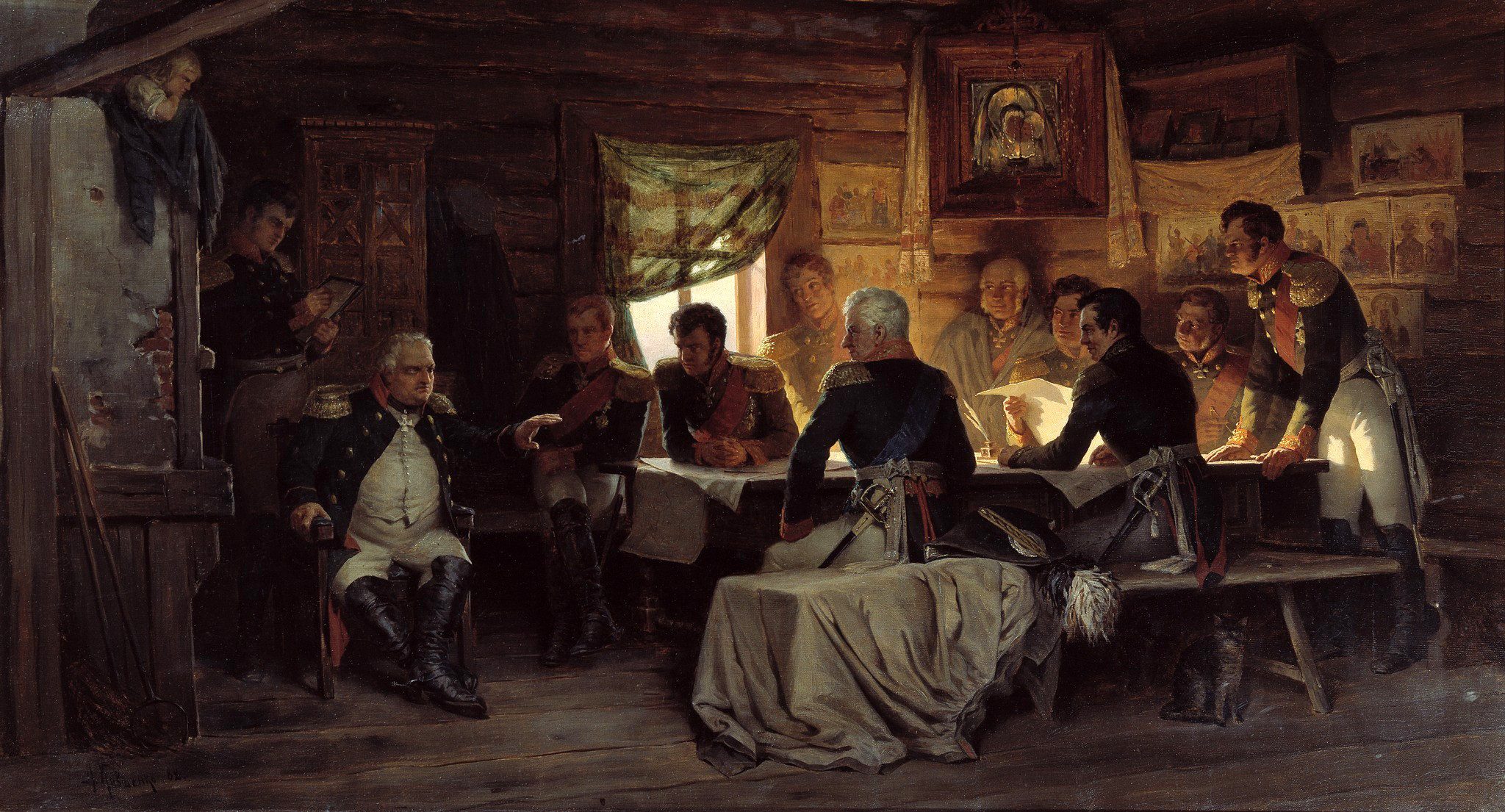
Kutuzov haditanácsa Moszkva kiürítéséről dönt

Szeptember 7-én Kutuzov, miután erős védelmi pozíciókat épített ki Borogyinónál, döntő csatát vállalt. Az ütközet a napóleoni háborúk legvéresebb napját hozta, az orosz hadak létszámuk felét, több, mint 50 000 embert veszítettek. Nyitva állt az út Moszkva felé. Kutuzov elrendelte a visszavonulást és a város kiürítését.
Az orosz hadseregek számára azonban kezdtek beérni a hadjárat elején elrendelt újoncozás gyümölcsei, és ekkorra már kb. 900 000 katonát tartottak fegyverben, amelyek a napóleoni hadseregnél nemzetiségileg még összetettebbek voltak az Orosz Birodalom nemzetiségei révén. Közülük kb. 100 000 -et Moszkva körzetében, így Kutuzov hamarosan pótolni tudta veszteségeit.

## Moszkva elfoglalása és pusztulása

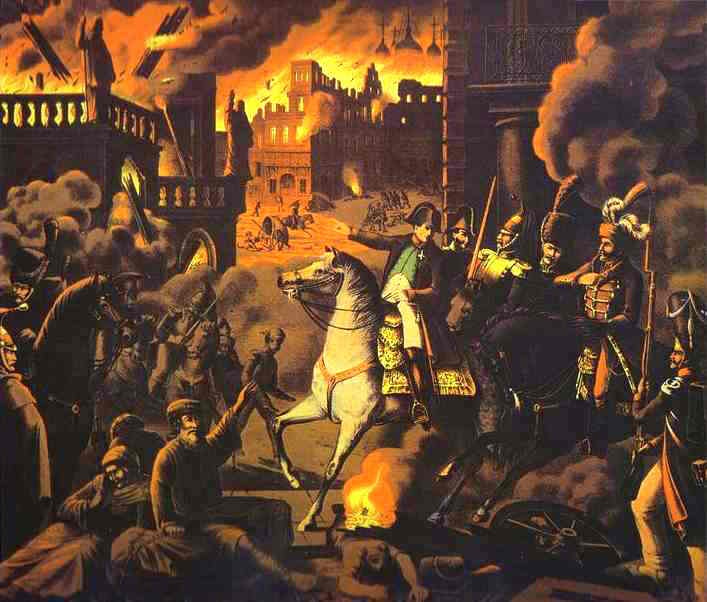
A franciák Moszkvában. Ismeretlen német festő műve

Napóleon szeptember 14-én bevonult Moszkvába, és a hadviselés klasszikus szabályai szerint az ellenség fővárosának elfoglalása után a cár békeköveteit várta, akiket azonban az orosz vezetés egyáltalán nem szándékozott küldeni.
A várost a francia csapatok elfoglalták és kirabolták. A kétharmad részt fából épült városban tüzek csaptak fel (nem tudni, hogy szándékos orosz gyújtogatás, a megszállók gondatlansága, vagy egyszerűen az elhagyott épületekben felügyelet nélkül maradt tűzhelyek okozta balesetek következtében).
A lángok gyorsan terjedtek, és pár nap alatt az egész város leégett.
Napóleon október közepéig maradt a város romjai között, ahol egyre nagyobb nehézséget jelentett a beköszöntő télben a katonák elhelyezése és ellátása. Végül aztán, értesülve a közeledő orosz hadseregek manővereiről és belátva a helyzet kilátástalanságát, a császár a visszavonulás mellett döntött.

## Visszavonulás
A Grande Armée maradéka megindult visszafelé. Október 24-én újabb kisebb ütközetre került sor Malojaroszlavecnél, amely ugyan francia győzelemmel végződött, de nyilvánvaló volt, hogy a cél a császári csapatok felmorzsolása, akiket a legkisebb veszteség is sokkal súlyosabban érintett, mint a napról napra gyarapodó oroszokat.
Kutuzov hadmozdulataival arra kényszerítette a franciákat, hogy Szmolenszk felé, ugyanazon az úton vonuljanak vissza, ahonnét érkeztek. Az immár többször elpusztított, elnéptelenedett vidék sem táplálékot, sem menedéket nem nyújtott a visszavonulóknak. Kutuzov kozákokat küldött a megmaradt francia szekerek elfogására és elpusztítására, és a vidék életben maradt parasztságát is partizánháborúra buzdította.
A franciák elveszítették gyakorlatilag az összes lovukat – azok, amelyek nem pusztultak éhen a takarmányhiány miatt, azokat az éhező katonák ették meg. A lovak hiánya miatt sorsukra kellett hagyni a tüzérséget és a megmaradt szekereket, a sebesültekről és betegekről nem is beszélve. Több egységben teljesen felbomlott a fegyelem, tömegessé vált a dezertálás, a szökevényekkel és csellengőkkel azonban hamar végeztek a kozákok, vagy a bosszúálló orosz parasztok verték agyon őket.

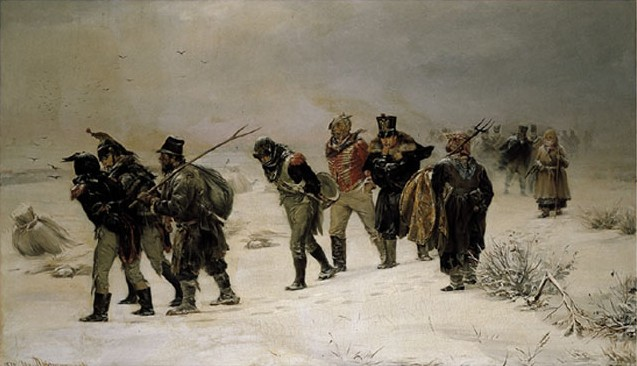
1812 Illarion Prjanyisnyikov festménye

A francia hadsereg megszűnt szervezett egységként létezni, kisebb-nagyobb, még egységben működő hadtesteire több ütközetben (vjazmai csata, kraszniji csata, második polocki csata) mértek vereségeket az üldöző orosz erők, miközben a francia zöm maradványa tovább vánszorgott nyugat felé. A nagy hideg miatt (éjszakánként -20, sőt olykor -30 Celsius-fok is előfordult) a katonák láb- és kézujjai elfagytak, képtelenek voltak fegyvereiket használni. Visszaemlékezések szerint nyugat felé botorkáló katonák egyszerűen tájékozódtak a ködös, gyakori hózáporokkal tarkított novemberi télben: az úton heverő, megfagyott holttestek vonalát követték.
A november 26. és 29. között zajló utolsó, berezinai csata során a három irányból támadó orosz seregek kis híján teljesen megsemmisítették a zajló Berezina folyón átkelő francia csapatokat (a kb. 30-40 000 még valamennyire harcképes katonából és a kb. 40 000 csellengőből, kb. 30-40 000 tudott átkelni a folyón. Az átkelés után megpróbáltatásaik nem értek véget (az átkelés Vilnától több mint 100 mérföldre keletre történt), és az élelmiszerhiány és az egyre hidegebb idő miatt a végsőkig kimerült visszavonulók további ezrei pusztultak el.
A túlélőket Vilnában és Kovnóban gyűjtötték össze.
Az átkelés alatt és után az utóvédfeladatokat már pihent, hátországi (Lengyelországban maradt), részint nápolyi csapatok látták el, akik szintén súlyos veszteségeket szenvedtek, sokkal inkább a hidegtől, mintsem a császári sereget üldöző kozákoktól.
December elején Napóleon aggasztó francia belpolitikai hírek hatására csapatait hátrahagyva lovasszánon visszatért Franciaországba, miközben a hadsereg maradéka folytatta a visszavonulást. December 14-ére az utolsó francia alakulat is elhagyta Oroszország területét.

## Értékelés
A császár francia csapatai rendkívül súlyos vereséget, gyakorlatilag pótolhatatlan veszteségeket szenvedtek.
Napóleon verhetetlenségének mítosza szertefoszlott. Elpusztult az a hadsereg, amelyik Napóleonnal az élén egész Európát meghódította, és az 1813-as év csatáira besorozott katonák már nem ugyanazt a harcértéket képviselték.

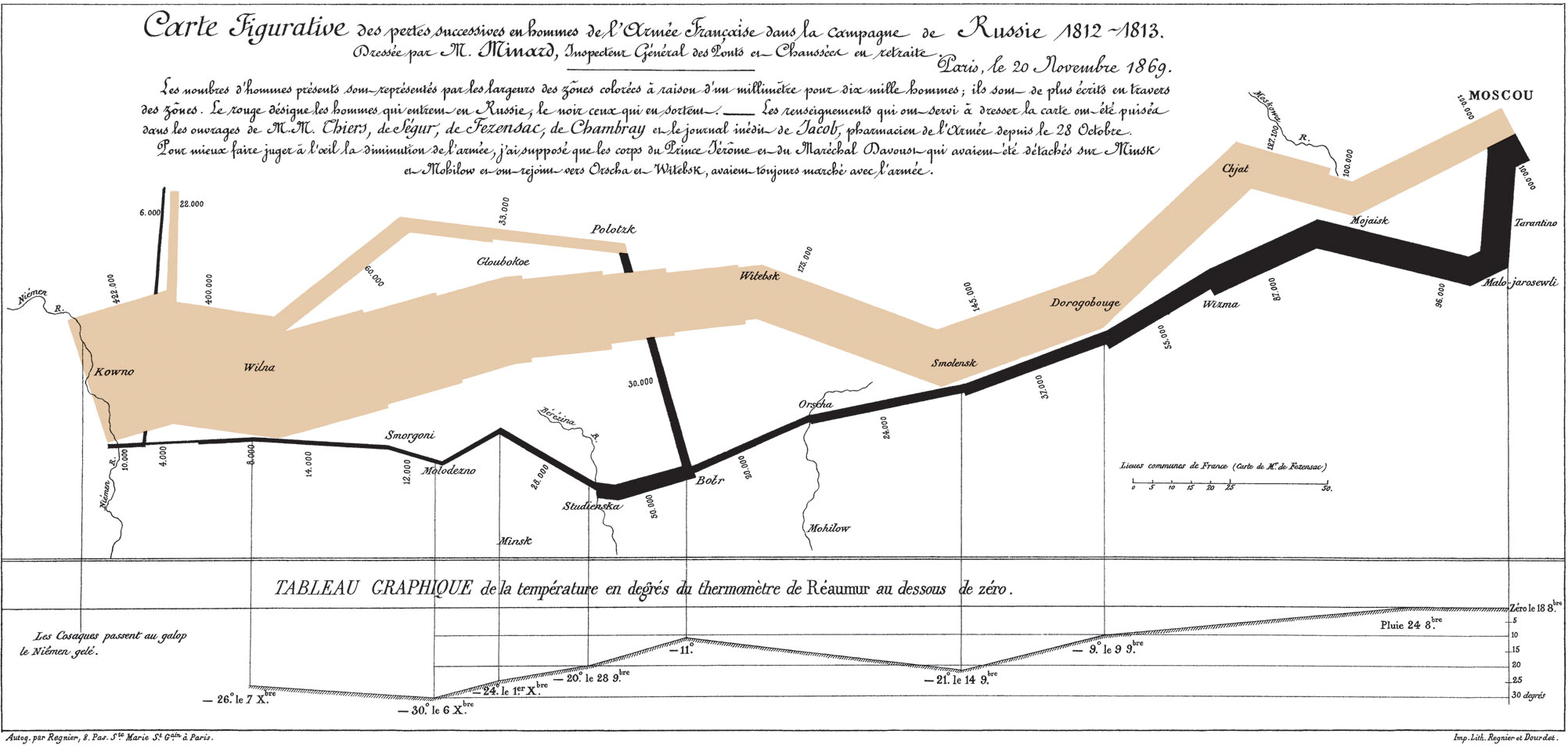
Charles Joseph Minard grafikonja a Grande Armée létszámát (a csík vastagsága, Moszkva felé világos, a visszavonulás alatt fekete színnel). Az alsó grafikon a hőmérséklet alakulását mutatja.

Az elesetteken, eltűnteken túl Oroszországban maradt kb. 100 000 francia hadifogoly. A szövetséges csapatok veszteségei is súlyosak voltak (különösen a lengyelekéi), de ahol a parancsnokoknak sikerült a csapatok kohézióját fenntartani, a visszavonulás rendezett és sikeres maradt. Schwarzenberg herceg osztrák csapatait minimális veszteségekkel vezette vissza. Kellett persze ehhez az is, hogy az oroszok tudták, a franciák kényszerű szövetségeseivel állnak szemben, és ennek megfelelően harcoltak. A porosz csapatok szabad elvonulást kaptak, miután tábornokuk különbékét kötött az oroszokkal. A kisebb egységekben, a francia csapatok közé beágyazott egyéb német államok csapatai, valamint az itáliai és Balkánról toborzott, illetve a portugál és spanyol katonák a franciákéhoz mérhető veszteségeket szenvedtek.
Az orosz fél veszteségei is súlyosak voltak – különösen a Grande Armée útjába eső területek civil lakosságáé. Összességében mind a szövetségesek, mind az oroszok kb. félmillió embert veszítettek – a szövetségesek részéről az áldozatok többsége katona, míg az oroszoknál civil volt. A Grande Armée elveszítette teljes tüzérségi állományát (kb. 1000 ágyú), kb. 200 000 lovat, valamint több ezer elsőosztályú katonai társzekeret, amelyek pótlása éveket vett volna igénybe, és hiányuk a következő hadjárat során súlyos problémákat okozott.
Az oroszországi katasztrófa a túlélőkben, sőt a vezérekben is egyaránt mély mentális, pszichikai sebeket ejtettek, többek között Napóleonban. A szörnyű megpróbáltatások ártottak Napóleon idegrendszerének, melyre az utóbbi évek küzdelmei és háborúi is nagy teherként nehezedtek ekkor is. Ettől kezdve már gyakrabban veszítette el önuralmát, romlott idegállapota és a sorsdöntő fordulópontokkor is szinte elvesztette józan ítélőképességét. Ez mutatkozott meg a waterlooi csata alkalmával: a hatalma visszaszerzéséért küzdő császár már mindjárt a hadjárat elején egészségügyi problémákkal kellett szembenézzen, idegileg hamar kimerült, ennél fogva hiányzott az a korábbi zsenialitása, aminek során a világraszóló győzelmeket aratta. A másik főparancsnok Ney marsall is hasonló pszichikai megterheléstől szenvedett akárcsak Napóleon, mely visszavezethető volt az oroszországi kudarcra. A kialakult kapkodás, zűrzavar és rossz parancsok végül elvezettek a végleges vereséghez.

### A hadjárat hatása Európa nemzeteinek ébredésére
A cári hadak és a partizánként hazájukat védő parasztok együttes győzelme az orosz nemzeti egységmozgalmak katalizátorává vált. A francia forradalom és a felvilágosult Európa eszméi is megtalálták útjukat az addig elzárkózó Oroszországba, és hazafias, modernizációs mozgalmak sorozatát indították el.
Hasonló volt a helyzet a Napóleon által meghódított német államokban is. A Rajnai Szövetség államaiban és Poroszországban a császár vereségének hírére felkelések, függetlenségi mozgalmak sorozata bontakozott ki, és újjáéledt a német egység gondolata.